# Historia Monty Strattona
Historia Monty Strattona (ang.  The Stratton Story) – amerykański film z 1949 roku w reżyserii Sama Wooda.

## Obsada
- James Stewart jako Monty Stratton
- June Allyson jako Ethel
- Frank Morgan jako Barney Wile
- Agnes Moorehead jako Ma Stratton
- Bill Williams jako Eddie Dibson
- Bruce Cowling jako Ted Lyons
- Cliff Clark jako Josh Higgins
- Mary Lawrence jako Dot
- Dean White as Luke Appling
- Robert Gist jako Earnie
- Gene Bearden jako on sam
- Bill Dickey jako on sam
- Jimmy Dykes jako on sam
- Mervyn "Merv" Shea jako on sam